# Xã Wheatland, Quận Day, Nam Dakota
Xã Wheatland (tiếng Anh: Wheatland Township) là một xã thuộc quận Day, tiểu bang Nam Dakota, Hoa Kỳ. Năm 2010, dân số của xã này là 62 người.